# 完顏亨
完顏亨（?—1154年），本名完顏孛迭，金朝宗室、大臣。被皇帝完颜亮所杀。

## 生平
他是梁王兀术的儿子。金熙宗时，封为芮王，为猛安，加官银青光禄大夫。天德初年，加官特进。海陵王完颜亮猜忌金太宗诸子，谒太庙前，以完顏亨为右卫将军。完颜亮赐完顏亨良弓，完顏亨性直率，很自负，推辞说：“陛下所赐的弓，弱不可用。”完颜亮也开始猜忌完顏亨，任命他为真定尹，对他说：“太宗诸子方强，多在河朔、山东，真定据其冲要，如其有变，欲倚卿为重耳。”其实是猜忌完顏亨。完顏亨历任中京、东京留守。完顏亨的家奴梁遵告完顏亨与卫士符公弼谋反，调查无罪，梁遵因诬告被诛。完颜亮也更加猜忌。完顏亨改任广宁尹，完颜亮再命李老僧使伺察动静，命令他编造完顏亨的罪状。
完顏亨刚当广宁尹，诸公主宗妇到其母徒单氏那里祝贺，金太祖长女兀鲁说：“孛迭虽稍下迁，勿以为嫌，国家视京府一也，况孛迭年富，何患不贵显乎！”当时，兀鲁给徒单斜也为妻，斜也的妾室忽挞得到徒单皇后的宠幸，忽挞诣见皇后，说“兀鲁语涉怨望，且指斥，又言孛迭当大贵”。完颜亮命萧裕审问，以兀鲁怨望，斜也不先奏闻，遂杀兀鲁而杖斜也，免斜也之官，封忽挞为莘国夫人。
完顏亨家奴六斤很狡猾，派他总管诸奴，老僧对六斤说：“尔渤海大族，不幸坐累为奴，宁不念为良乎！”六斤明白了他的意思。六斤曾与完颜亨侍妾私通，完顏亨知道后，大怒：“必杀此奴！”六斤听说后惧怕，与老僧密谋告完顏亨谋逆。完顏亨有良马，将在完顏亮生辰时进献，因生辰进马者很多，不能以良马显出自己，想改日再进献。六斤说完顏亨嘲笑完颜亮不识马，不足进。完顏亨之奴从京师来，报告徒单阿里出虎被诛死。完顏亨说：“他有贷死誓券，安得诛之。”家奴：“必欲杀之，誓券安足用哉。”完顏亨：“然则将及我矣。”六斤即以此为怨望，遂诬陷完颜亨欲派人刺杀完颜亮。老僧即逮捕完颜亨。工部尚书耶律安礼、大理正忒里等审问，亨说论铁券之事，实无反心，而六斤也承认与妾私通，完顏亨曾说要杀他。耶律安礼等还奏，海陵大怒，遣老僧夜至完颜亨囚所，使人踢他的阴部而杀之。完顏亨死前，不胜楚痛，叫声直达于外。时在贞元二年十月庚辰朔。海陵听闻完顏亨死，假装哭泣，遣人告诉其母：“尔子所犯法，当考掠，不意饮水致死。”
完顏亨击马球为天下第一，常常独当数人。马不管好坏，皆能如意。马刚刚奔驰，完顏亨辄在马前投杖，侧身附地，取杖而去。每次打猎，完顏亨持铁连，锤击狐兔。一日，与完顏亮同行道中，遇到一群野猪，完顏亨说：“吾能以锤杀之。”当即奋锤遥击，中野猪腹。
正隆六年（1154年），完顏亮遣使杀诸宗室，于是杀完顏亨妃徒单氏、次妃大氏及子完顏羊蹄等三人。大定初年，金世宗追复完顏亨官爵，封韩王。大定十七年（1177年），金世宗下诏有司改葬完顏亨和他的妻、子。